# Antrodiella genistae
Antrodiella genistae är en svampart som först beskrevs av Bourdot & Galzin, och fick sitt nu gällande namn av A. David 1990. Antrodiella genistae ingår i släktet Antrodiella och familjen Phanerochaetaceae.   Inga underarter finns listade i Catalogue of Life.